# Großer Judenbrand

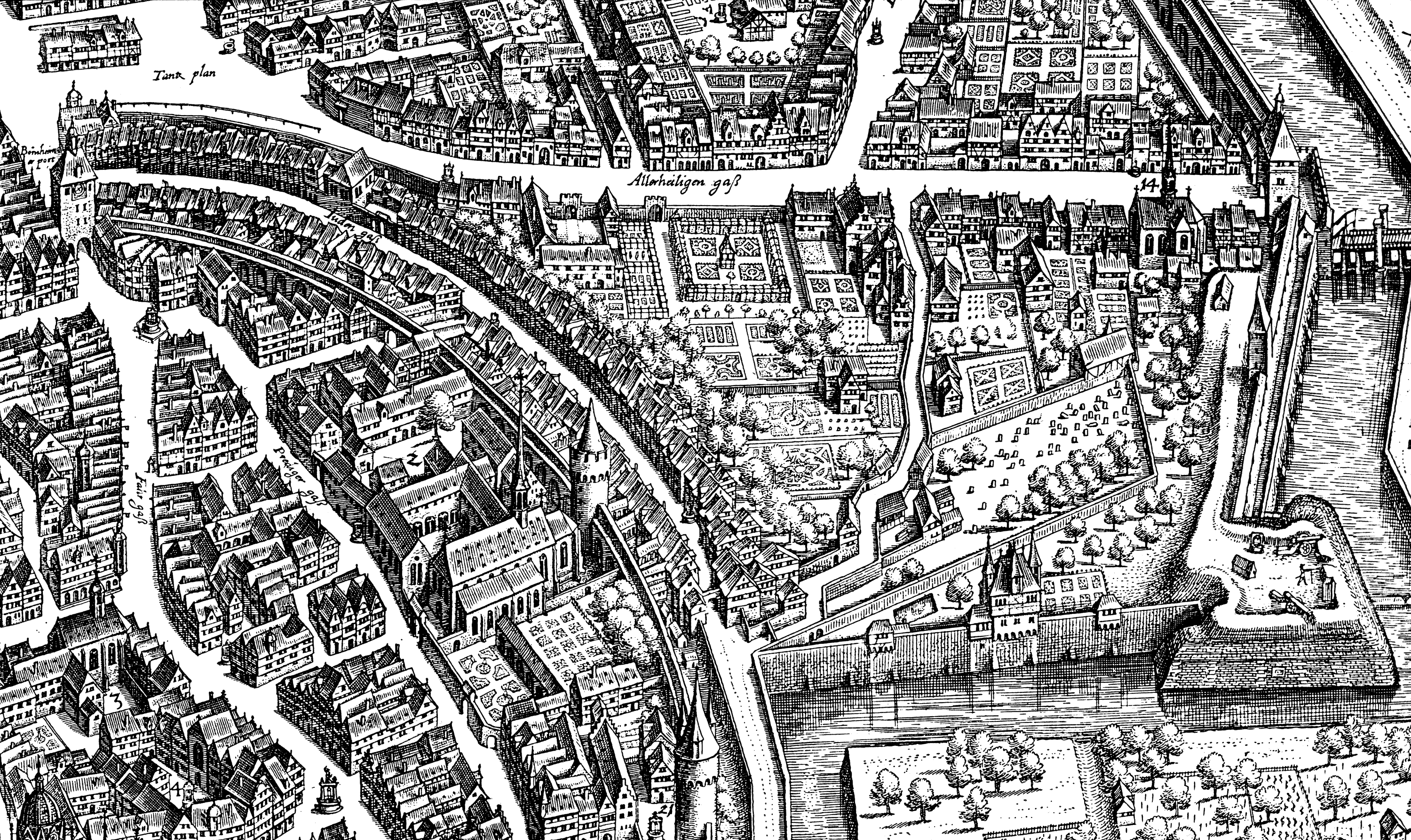
Die Judengasse 1628, vor dem Großen Judenbrand

Der Große Judenbrand war eine Brandkatastrophe, die sich am 14. Januar 1711 in der Frankfurter Judengasse ereignete. Sie blieb in Erinnerung als eine der größten Brandkatastrophen, die Frankfurt am Main jemals heimgesucht hat.

## Verlauf
Das Feuer brach gegen acht Uhr abends im Hause Eichel des Oberrabbiners Naphtali Cohen aus. Mit einer Frontbreite von über 9,50 Metern war das etwa in der Mitte des Ghettos gegenüber der Synagoge gelegene Haus eines der größten in der ganzen Gasse. Der starke Wind und die Enge der Gasse begünstigten die rasche Ausbreitung des Feuers ebenso wie die Bauweise der Häuser in Fachwerk, ohne hinreichende Brandmauern und mit weiten Überhängen zur Mitte der Gasse hin.
Aus Angst vor Plünderungen hielten die Bewohner die Tore der Gasse lange verschlossen, bis sich die Bevölkerung der christlichen Stadtviertel um die Judengasse aus Angst vor einem Übergreifen des Feuers gewaltsam Zutritt verschaffte. Trotzdem gelang es nicht, den Brand unter Kontrolle zu bringen. Nach 24 Stunden waren alle 200 Häuser des Ghettos bis auf eines verbrannt. Weil der Wind sich im letzten Augenblick gedreht hatte, griff der Brand nicht auf die umliegenden Viertel über. Auch der massiv gebaute Mönchsturm, ein mit Pulver und Munition aller Art angefüllter Festungsturm an der Westseite der Judengasse, wurde von dem Feuer verschont.
Bei dem Brand verloren vier Menschen ihr Leben und zahlreiche Kostbarkeiten gingen verloren, darunter Bücher, Handschriften und Thorarollen. Viele Einwohner verloren durch den Brand ihre gesamte Habe. Nach der Katastrophe durften die Bewohner der Gasse bis zum Wiederaufbau ihrer Häuser zur Miete in christlichen Häusern Frankfurts wohnen. Wer sich das nicht leisten konnte, war gezwungen, in Offenbach am Main, Hanau, Rödelheim und anderen Orten der Umgegend mit jüdischen Gemeinden Unterschlupf zu suchen. Juden, die ohne Erlaubnis des Rates – die sogenannte Stättigkeit – in der Gasse gewohnt hatten, wurden ausgewiesen.

## Folgen des Brandes

Kupferstich der Judengasse in Frankfurt am Main nach dem Brand, 1713. In der Sammlung des Jüdischen Museums der Schweiz.

Für den Wiederaufbau der Gasse erließ der Rat strenge Bauvorschriften. Die erhaltenen Bauzeichnungen erlauben heute eine recht gute Rekonstruktion der alten Judengasse.
Der Rabbiner Naphtali Cohen, ein Urenkel des berühmten Prager Rabbiners Judah Löw, wurde für den Ausbruch des Feuers verantwortlich gemacht. Hintergrund war sein angeblicher Glaube, einen Talisman gegen Feuergeister gefunden zu haben, was zu Spekulationen über eine missglückte Beschwörung führte. Eine Untersuchung ergab schließlich seine Unschuld. In der Frankfurter jüdischen Gemeinde fand er aber keine Unterstützung mehr. Um die Kaution von 1550 Gulden (etwa vier durchschnittliche Jahresgehälter) aufzubringen, musste er auf die Hilfe auswärtiger Juden zurückgreifen, die zur Frühjahrsmesse nach Frankfurt kamen. Am 21. März 1711 kam er frei und durfte die Stadt verlassen. Er kehrte mit seiner Familie nach Prag zurück, um wenige Jahre darauf nach Palästina weiterzuziehen. Auf dem Weg dahin starb er 1719 in Konstantinopel.
Die jüdische Gemeinde Frankfurts beging den Jahrestag des Brandes, nach jüdischem Kalender der 24. Tevet, fortan als Buß- und Fasttag. Der Gemeindevorstand verordnete eine strenge Askese. Jahrelang waren den Gemeindegliedern weder Theateraufführungen noch Spiele (außer Schach) gestattet. Die jüdische Gemeinde erreichte bis zum Ende des Ghettos 1796 nie mehr die frühere Stärke.